# Lucilia caesar
La mosca verde (Lucilia caesar (Linnaeus, 1758) ) è un moscone di colore verde brillante appartenente alla famiglia Calliphoridae, diffuso in Europa. Gli adulti si nutrono principalmente di polline e nettare; le larve sono necrofaghe.

## Biologia
Questo insetto si riproduce normalmente all'interno di carcasse di animali morti, lasciandovi al suo interno le uova, solitamente in mezzo a gruppi di uova di altre specie. In questo modo, sebbene le prime larve si nutrano delle sostante nutritive dei tessuti in decomposizione, le seconde e le terze serie di larve si trasformano in predatori, nutrendosi delle larve di specie diverse ed arrivando a praticare addirittura il cannibalismo. Sebbene le uova vengano di norma deposte in tessuti in decomposizione, essi possono tuttavia trovarsi anche in ferite di tessuti vivi, sia negli animali che nell'uomo.